# Sainte-Marie-de-Chignac
Sainte-Marie-de-Chignac (en occitano Chinhac) era una comuna francesa situada en el departamento de Dordoña, de la región de Nueva Aquitania, que el uno de enero de 2017 pasó a ser una comuna delegada de la comuna nueva de Boulazac-Isle-Manoire.

## Demografía
| Gráfica de evolución demográfica de Sainte-Marie-de-Chignac entre 1800 y 2013 |
|                                                                               |

Los datos demográficos contemplados en este gráfico de la comuna de Sainte-Marie-de-Chignac se han cogido de 1800 a 1999 de la página francesa EHESS/Cassini, y los demás datos de la página del INSEE.